# Autocross

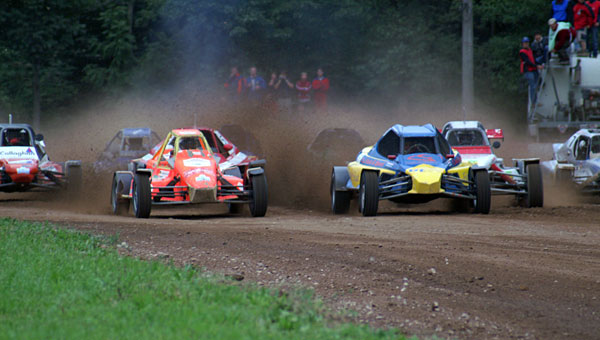
Championnat d'Europe 2005

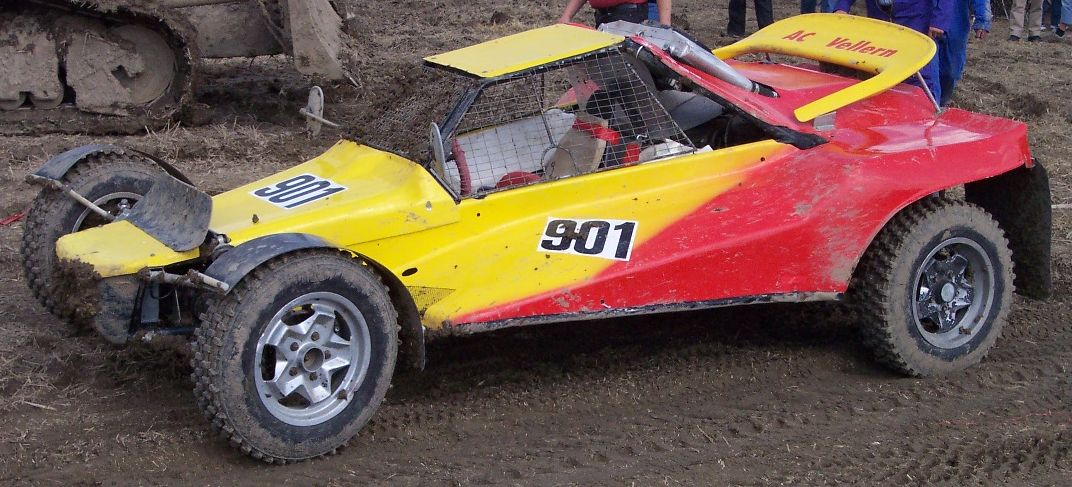
Une monoplace «libre»

L'autocross est une variante de compétition automobile avec des courses automobiles organisées sur des circuits de terre. Ce sport est né dans les années 1950 à Barenton dans le sud de la Manche en France.

## Déroulement des épreuves
Les courses se déroulent en peloton jusqu'à 15 pilotes. Une épreuve est composée de multiples courses. Il y a plusieurs championnats en France (Championnat de France, CORAC, SEAC, Challenge de l'ouest et ORNEC).
Il y a entre 8 et 10 épreuves pour le championnat de France d'autocross.

### Essais chrono
La séance d'essai chrono sert à déterminer les grilles des premières manches qualificatives et à affiner les réglages des véhicules et des pilotes. Uniquement les cinq premiers marquent des points (le 1er → 5 points … Le 5e → 1 point).

### Trois séries de manches
Les trois manches de qualification permettent de départager les pilotes de chaque catégorie pour former les lignes des demi-finales. Le nombre de séries par manche est fonction du nombre de participants de chaque catégorie (15 pilotes par manches maxi.).
Chaque manche dure cinq tours.
Le premier du cumul des trois manches marque 10 points, le second 9 points et ainsi de suite jusqu'au 10e qui lui marque un point.

### Demi-finales
Les demi-finales sont composées de 30 pilotes, 15 pilotes dans chaque demi-finale. Seuls les sept premiers de chaque demi-finale atteindront la finale ainsi qu'un des 2 huitièmes (meilleur du classement des manches qualificatives).
Chaque demi-finale dure six tours.

### Finales
Les finales composées des 15 meilleurs pilotes permettent de définir les gagnants de chaque meeting. Le 1er marque 48 points. Le 2e = 43 points. Le 3e = 39 points. Le 4e = 36 points. Le 5e = 33 points. Le 6e = 31 points. Le 7e = 29 points. Le 8e = 28 points. Le 9e = 26 points. Le 10e = 24 points. Le 11e = 22 points. Le 12e = 20 points. Le 13e = 18 points. Le 14e = 16 points. Le 15e = 15 points.
La finale dure sept tours.

## Circuits
Les circuits sont en terre avec parfois une partie bitumée ou bétonnée. Ils font en général un peu moins d'un kilomètre de longueur et entre quinze et vingt mètres de large.

## Les catégories et les véhicules
Les véhicules peuvent être des monoplaces spécifiques ou des voitures de tourisme issues de la série.
Catégorie Autocross
- Super Buggy : Monoplace 4 roues motrices, moteur atmosphériques ou turbo, cylindrée soumise à une échelle de poids, jusqu'à 4 litres maximum.
- Buggy 1600 : Monoplace 4 roues motrices, moteur atmosphérique ou turbo, cylindrée soumise à une échelle de poids, jusqu'à 1.6 litre maximum.
- Buggy Cup : Monoplace 2 roues motrices, moteur atmosphérique de 2 litres maximum.
- Maxi Tourisme : Voiture 4 roues motrices, moteur atmosphérique ou turbo cylindrée soumise à une échelle de poids, jusqu'à 4 litres maximum.
- Tourisme Cup : Voiture 2 roues motrices, moteur atmosphérique de 2 litres maximum.

Les différentes catégories courent indépendamment.
Catégorie Sprint Car
- Super Sprint : Petite monoplace, 320 kg moteur moto 600 cm3 ou 850 cm 3  (Yamaha, Kawasaki ou Suzuki) = 125 ch.
- Sprint Girl : Même monoplace que le Super Sprint pilote uniquement féminin.
- Maxi Sprint : Petite monoplace, 315 kg moteur 650 cm3 Kawasaki er6 = 72 ch.
- Junior Sprint : Petite monoplace 315 kg moteur moto 650 cm3 Kawasaki er6 = 50 ch (moteur bridé), pilotes de 12 à 18 ans.

Les différentes catégories courent indépendamment.

### Super Buggy

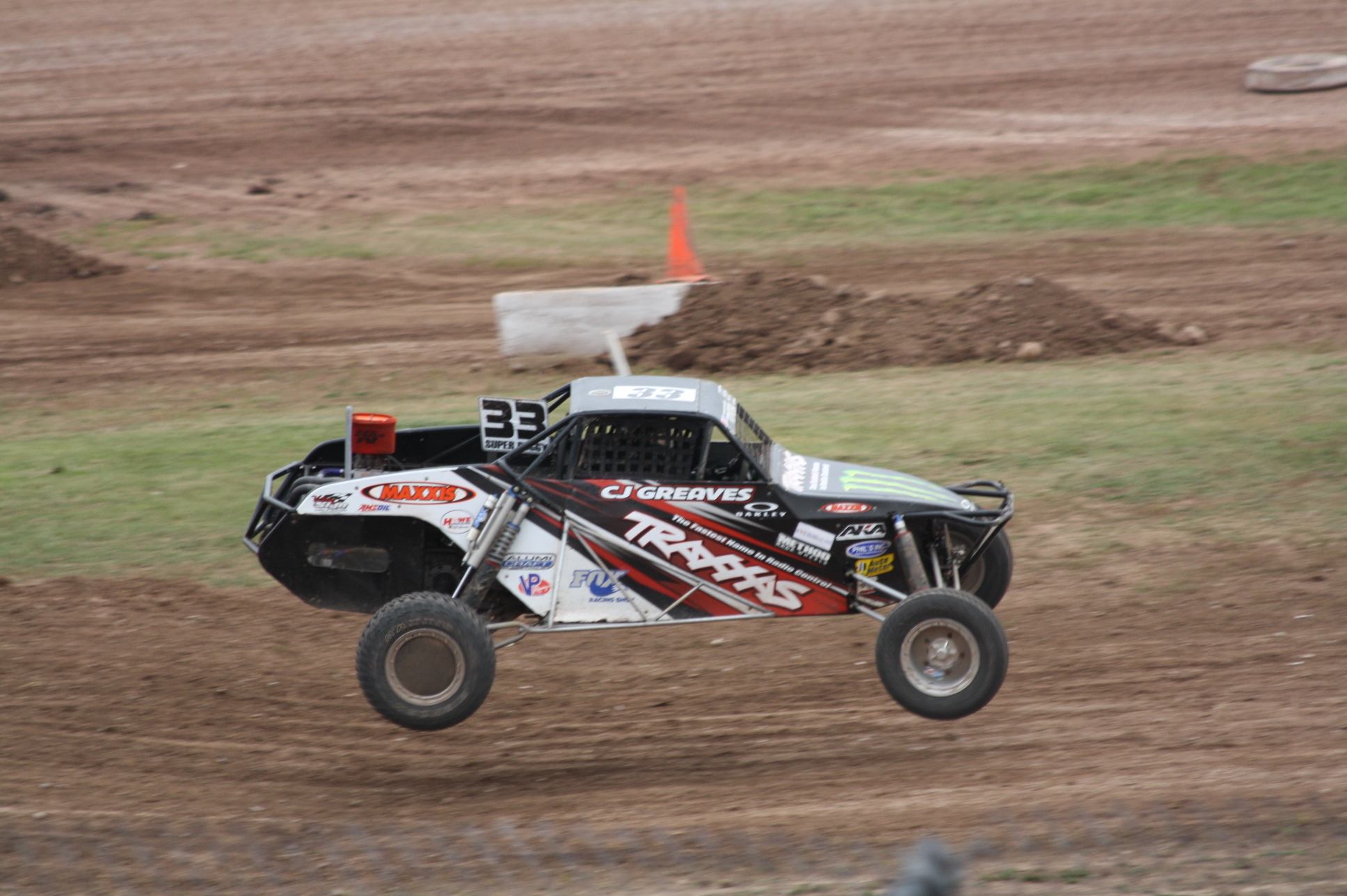
Vue d'un Super Buggy de 2011.

Les Super Buggy sont les véhicules les plus évolués : châssis tubulaire construit par des professionnels ou de fabrication artisanale, 4 roues motrices, moteur de 4 litres de cylindrée, atmosphérique maxi ou suralimentés avec un coefficient de 1,7 ne pouvant pas dépasser 4 L également. Des essais de 4 roues directrices ont été faits dans les années 1990, mais la terre est trop adhérente pour que ce soit un avantage. Au niveau moteur, quasiment tout a été essayé de l'assemblage de plusieurs moteurs de moto, au moteur de F1 de 3,5 L en passant par le V8 Ferrari, le BMW M1, etc.
Les valeurs sûres en 2008 sont le Nissan V6, BMW M3, Flat-6 Porsche, tous portés à 3,5 L ou 4 L de cylindrée, en jouant sur la course et/ou l'alésage. Les pilotes peuvent disposer de 320 à 480 ch avec de tels moteurs.
La grande nouveauté en 2008 a été l'arrivée du premier moteur WRC (Mitsubishi sur la monoplace de Teddy Baudet - 480 ch et 83 m kg de couple) et des monoplaces à moteur de moto, bénéficiant d'un ratio poids/puissance favorable.
Récompensé par un titre de Champion de France FFSA et d'Europe FIA.
Palmarès Championnat d'Europe Autocross Super Buggy

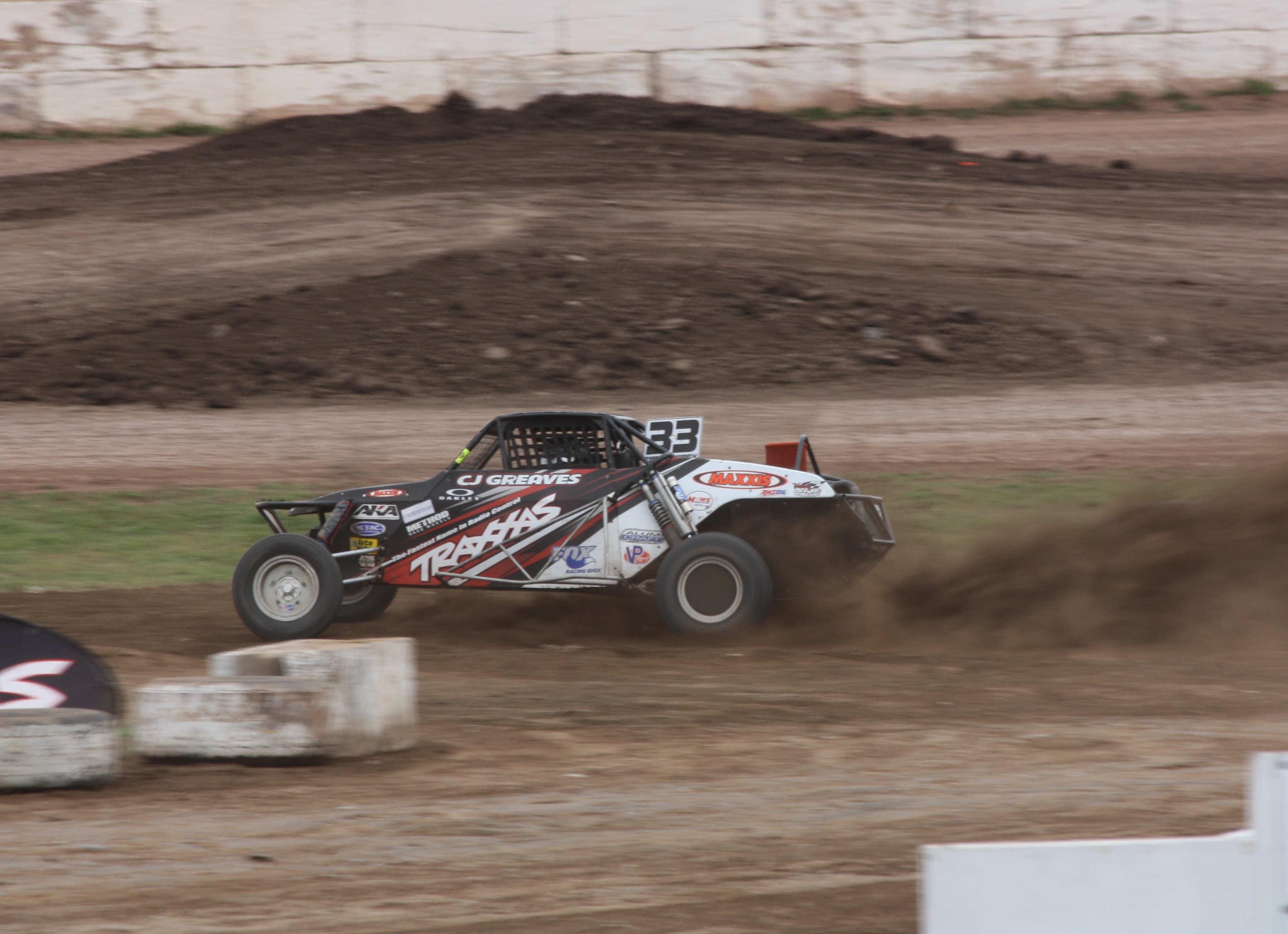
Vue d'un Super Buggy de 2011.

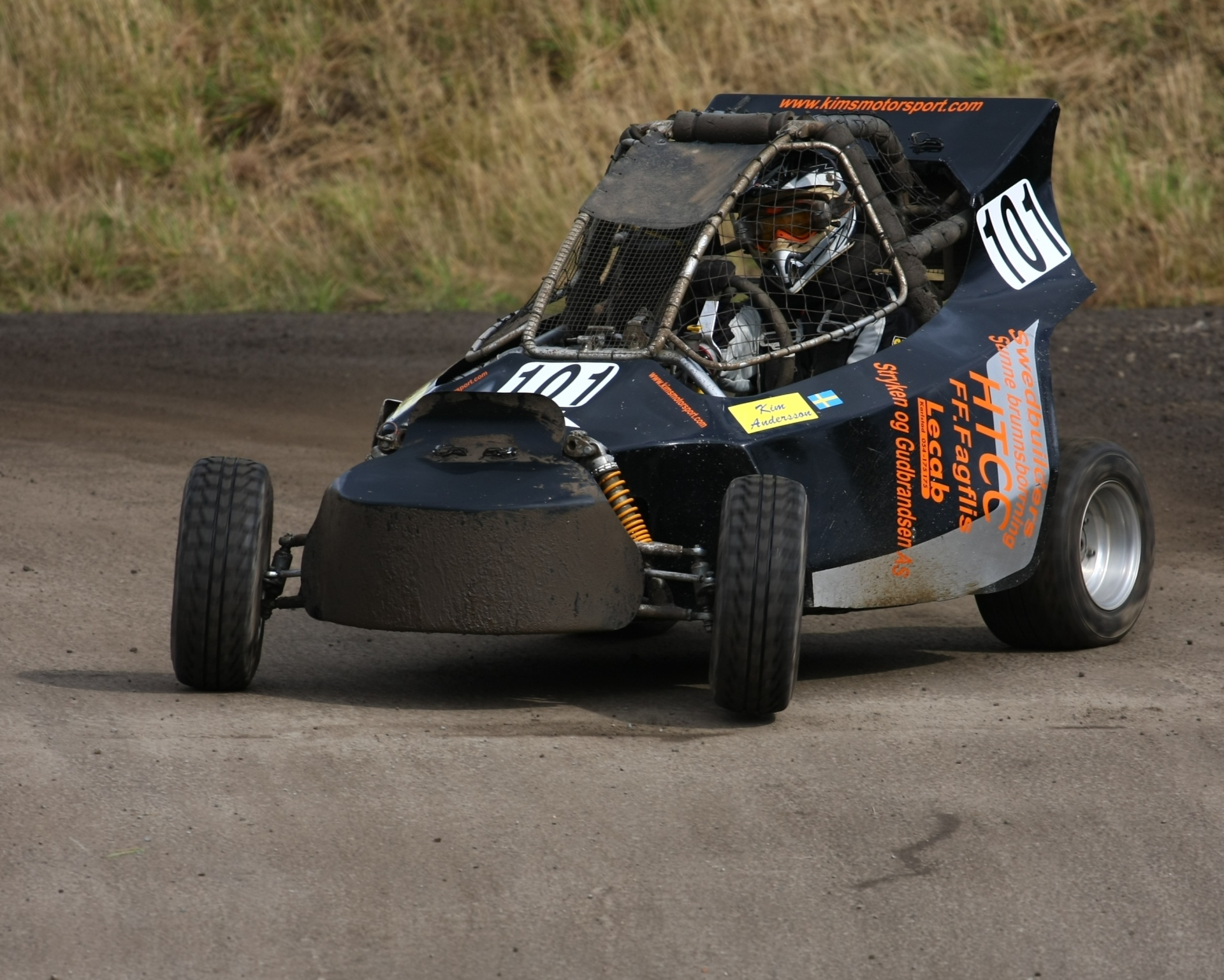
Le suédois Kim Andersson vainqueur du Crosskart Haninge en 2009.

| Palmarès avant 2010. | Palmarès avant 2010. | Palmarès avant 2010. | Palmarès avant 2010. | Palmarès avant 2010. |
| Année                | Pilote               | Châssis              | Moteur               |                      |
| -------------------- | -------------------- | -------------------- | -------------------- | -------------------- |
| 1977                 | Karl Singer          | -                    | Volkswagen           |                      |
| 1978                 | Edwin Guhsl          | -                    | Alfa Roméo           |                      |
| 1979                 | Willi Rösel          | -                    | Volkswagen           |                      |
| 1980                 | Willi Rösel          | -                    | Volkswagen           |                      |
| 1981                 | Willi Rösel          | RSC                  | Volkswagen           |                      |
| 1982                 | Willi Rösel          | RSC                  | Audi                 |                      |
| 1983                 | Willi Rösel          | RSC                  | Audi                 |                      |
| 1984                 | Willi Rösel          | -                    | Porsche              |                      |
| 1985                 | Willi Rösel          | -                    | Porsche              |                      |
| 1986                 | Karel Havel          | -                    | Porsche              |                      |
| 1987                 | Bohumil Krestan      | Tatra                | Tatra                |                      |
| 1988                 | Luigi Susan          | -                    | Alfa Roméo           |                      |
| 1989                 | Johnny Hakvoort      | Fast & Speed         | Volkswagen           |                      |
| 1990                 | Jiri Bartoš          | -                    | Porsche              |                      |
| 1991                 | Luciano Tamburini    | -                    | Porsche              |                      |
| 1992                 | Dominique Dubourg    | Gembo                | Porsche              |                      |
| 1993                 | Jean-Paul Vincendeau | Gembo                | PRV                  |                      |
| 1994                 | Jean-Paul Vincendeau | Gembo                | PRV                  |                      |
| 1995                 | Francis Warnier      | Behr                 | Audi                 |                      |
| 1996                 | Horst Ulhenbrock     | Fast & Speed         | Volkswagen           |                      |
| 1997                 | Horst Ulhenbrock     | Fast & Speed         | Volkswagen           |                      |
| 1998                 | Jean-Paul Vincendeau | Propulsion           | Peugeot-Renault      |                      |
| 1999                 | Tomas Hrdinka        | Propulsion           | Peugeot-Renault      |                      |
| 2000                 | Petr Bartoš          | -                    | Ford                 |                      |
| 2001                 | Jaroslav Hosek       | -                    | Ford                 |                      |
| 2002                 | Frits Duizendstra    | Fast & Speed         | Volkswagen           |                      |
| 2003                 | Luís Ribeiro         | Gembo                | Porsche              |                      |
| 2004                 | Roman Kerka          | -                    | Tatra                |                      |
| 2005                 | Petr Bartoš          | -                    | Ford                 |                      |
| 2006                 | Petr Bartoš          | -                    | Ford                 |                      |
| 2007                 | Petr Bartoš          | -                    | Ford                 |                      |
| 2008                 | Bernd Stubbe         | Fast & Speed         | Ford                 |                      |
| 2009                 | Glen Van Rosmalen    | GVS                  | Ford                 |                      |
| 2010                 | Teddy Baudet         | BG16                 | Mitsubishi           |                      |

| Année | Pilote       | Châssis      | Moteur |
| ----- | ------------ | ------------ | ------ |
| 2011  | Bernd Stubbe | Fast & Speed | Volvo  |
| 2012  | Bernd Stubbe | Fast & Speed | Volvo  |
| 2013  | Bernd Stubbe | Fast & Speed | Volvo  |
| 2014  | Bernd Stubbe | Fast & Speed | Volvo  |
| 2015  | Bernd Stubbe | Fast & Speed | Volvo  |
| 2016  | Bernd Stubbe | Fast & Speed | Volvo  |
| 2017  | Bernd Stubbe | Fast & Speed | Volvo  |
| 2018  | Bernd Stubbe | Alfa Racing  | Volvo  |
| 2019  | Bernd Stubbe | Alfa Racing  | Volvo  |

Palmarès Championnat de France Autocross Super Buggy
| Palmarès avant 2010.                                             | Palmarès avant 2010.  | Palmarès avant 2010. | Palmarès avant 2010. | Palmarès avant 2010. |
| Année                                                            | Pilote                | Châssis              | Moteur               |                      |
| ---------------------------------------------------------------- | --------------------- | -------------------- | -------------------- | -------------------- |
| Courses effectuées avec des buggies équipés de 2 roues motrices. |                       |                      |                      |                      |
| 1975                                                             | Bernard Tridon        | Pelosse              | Renault              |                      |
| 1976                                                             | René Desroches        | Punch                | Renault              |                      |
| 1977                                                             | Jean-Claude Dayraut   | Punch                | Renault              |                      |
| 1978                                                             | Jean-Claude Dayraut   | Punch                | Renault              |                      |
| 1979                                                             | Luc Azéma             | Boyer                | Renault              |                      |
| 1980                                                             | René Olognéro         | Punch                | Renault              |                      |
| 1981                                                             | Patrick Baudet        | Punch                | Renault              |                      |
| 1982                                                             | Christian Alexandre   | BAM                  | Renault              |                      |
| 1983                                                             | Dominique Dubourg     | Fouquet              | Renault              |                      |
| Courses effectuées avec des buggies équipés de 4 roues motrices. |                       |                      |                      |                      |
| 1984                                                             | Alain Masson          | BAM                  | Renault              |                      |
| 1985                                                             | Gérard Roussel        | Strakit              | Talbot               |                      |
| 1986                                                             | Bernard Bertrand      | Punch                | Renault              |                      |
| 1987                                                             | Denis Lagarde         | Punch                | Volkswagen           |                      |
| 1988                                                             | Bruno Warnia          | Gembo                | BMW                  |                      |
| 1989                                                             | Daniel Voisin         | Gembo                | Porsche              |                      |
| 1990                                                             | Jean-Paul Vincendeau  | Gembo                | PRV                  |                      |
| 1991                                                             | Robert Saler          | Gembo                | Porsche              |                      |
| 1992                                                             | Daniel Voisin         | Gembo                | Porsche              |                      |
| 1993                                                             | Daniel Voisin         | Gembo                | Porsche              |                      |
| 1994                                                             | Christophe Turroques  | Gembo                | Porsche              |                      |
| 1995                                                             | Christophe Turroques  | Gembo                | Porsche              |                      |
| 1996                                                             | Daniel Voisin         | Voisin               | Cosworth             |                      |
| 1997                                                             | Alain Descombes       | Gembo                | Porsche              |                      |
| 1998                                                             | Laurent Fouquet       | Fouquet              | BMW                  |                      |
| 1999                                                             | Laurent Fouquet       | Fouquet              | BMW                  |                      |
| 2000                                                             | Serge Gillouin        | Propulsion S4        | Audi                 |                      |
| 2001                                                             | Alexandre Theuil      | Gembo                | Porsche              |                      |
| 2002                                                             | Alexandre Theuil      | Gembo                | Porsche              |                      |
| 2003                                                             | Christophe Rigaudière | Fouquet              | Nissan               |                      |
| 2004                                                             | Christophe Rigaudière | Fouquet              | Nissan               |                      |
| 2005                                                             | Christophe Rigaudière | Fouquet              | Nissan               |                      |
| 2006                                                             | Christophe Rigaudière | Fouquet              | Nissan               |                      |
| 2007                                                             | Teddy Baudet          | Voisin               | Porsche              |                      |
| 2008                                                             | Teddy Baudet          | BG16                 | Mitsubishi           |                      |
| 2009                                                             | Christophe Rigaudière | Fast & Speed         | Audi                 |                      |
| 2010                                                             | Florent Tafani        | Camotos RC4          | Suzuki               |                      |

| Année | Pilote                                               | Châssis                                              | Moteur                                               |
| ----- | ---------------------------------------------------- | ---------------------------------------------------- | ---------------------------------------------------- |
| 2011  | Thomas Anacleto                                      | Peters                                               | Suzuki                                               |
| 2012  | Laurent Fouquet                                      | Fouquet                                              | Honda                                                |
| 2013  | Johnny Feuillade                                     | Alfa Racing                                          | Suzuki                                               |
| 2014  | Sébastien Dindeleux                                  | MAC 2                                                | Suzuki                                               |
| 2015  | Sébastien Dindeleux                                  | MAC 2                                                | Suzuki                                               |
| 2016  | Germain Bouce                                        | Peters                                               | Suzuki                                               |
| 2017  | David Schwinnen                                      | Peters                                               | Suzuki                                               |
| 2018  | Jérôme Makhlouf                                      | Peters                                               | Suzuki                                               |
| 2019  | Laurent Jacquier                                     | Alfa Racing                                          | Suzuki                                               |
| 2020  | Épreuve annulée en raison de la pandémie de COVID-19 | Épreuve annulée en raison de la pandémie de COVID-19 | Épreuve annulée en raison de la pandémie de COVID-19 |
| 2021  | Christophe Perrichot                                 | Peters                                               | Volvo                                                |

### Buggy 1600

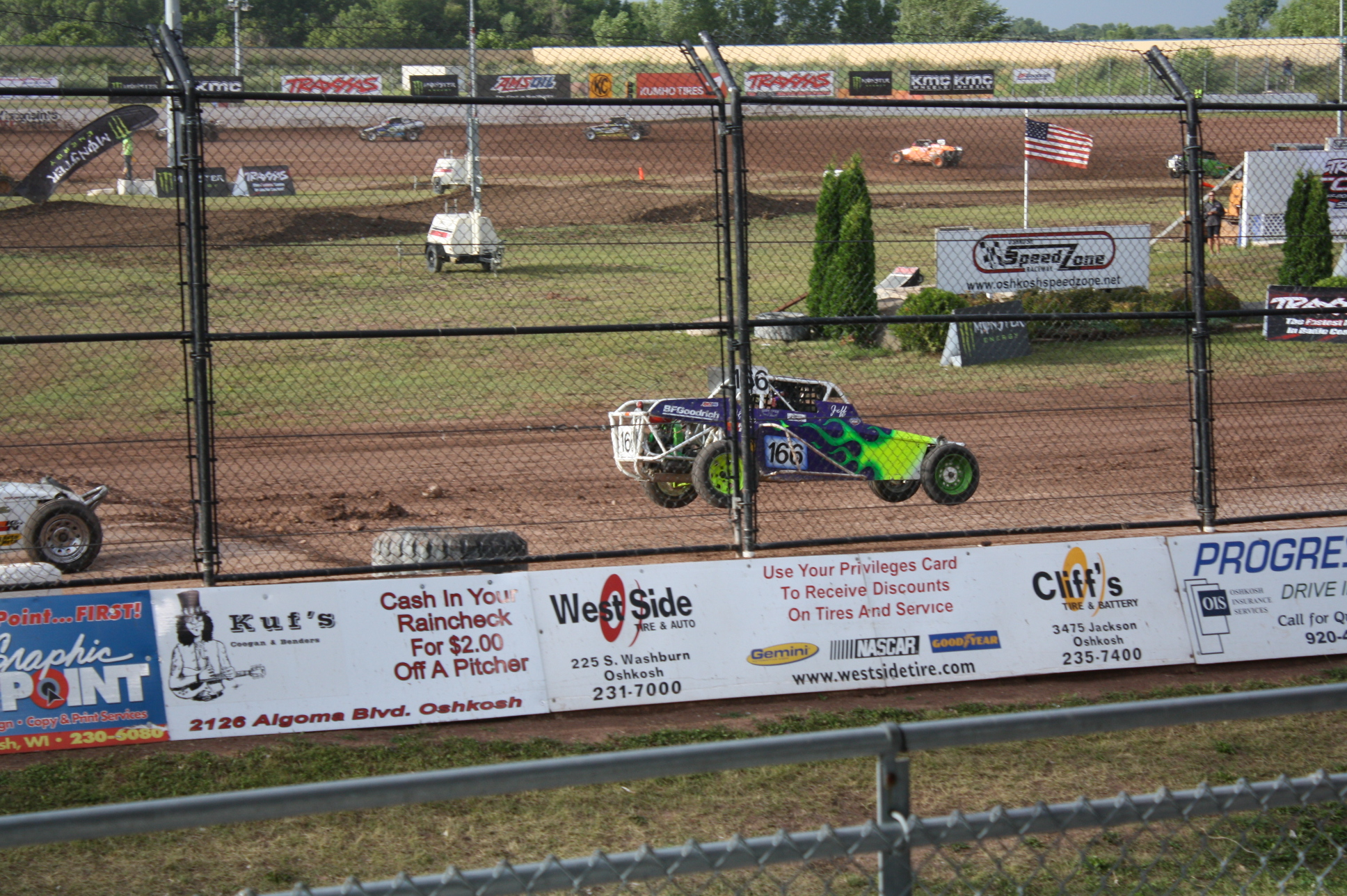
Vue d'un buggy Sportsman 1600 en 2009.

Catégorie regroupant les monoplaces 4 roues motrices dont la cylindrée ne dépasse pas 1 600 cm3. Comme les Super Buggy, ce sont des 4 roues motrices.
Récompensé par un titre de Champion de France FFSA et d'Europe FIA.
Palmarès Championnat d'Europe Autocross Buggy 1600

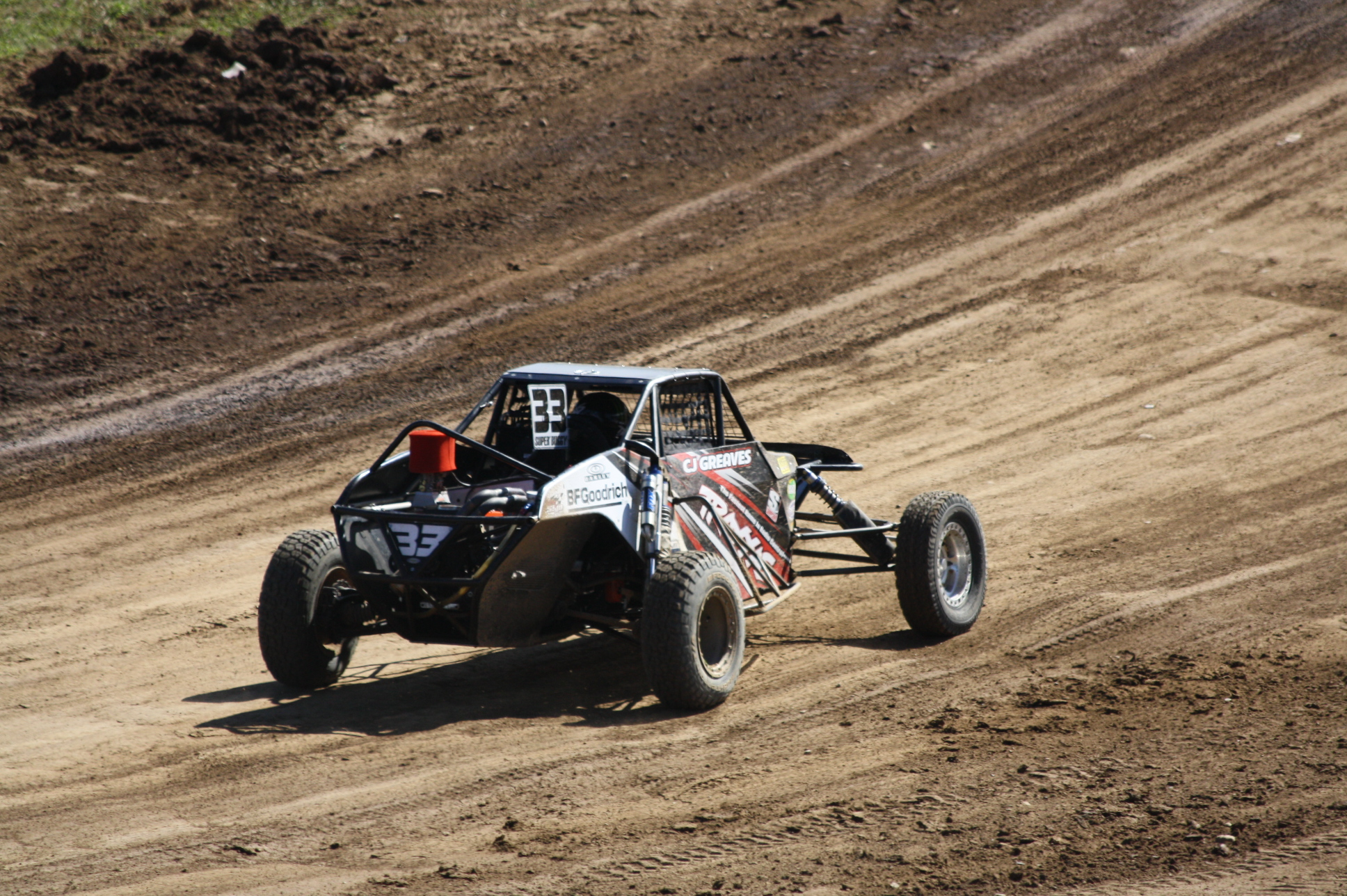
Vue d'un Super Buggy en 2010.

| Palmarès avant 2010. | Palmarès avant 2010. | Palmarès avant 2010. | Palmarès avant 2010. | Palmarès avant 2010. |
| Année                | Pilote               | Châssis              | Moteur               |                      |
| -------------------- | -------------------- | -------------------- | -------------------- | -------------------- |
| 1987                 | Walter Bäuerle       | -                    | Audi                 |                      |
| 1988                 | Horst Kaudela        | -                    | Kawasaki             |                      |
| 1989                 | Walter Bäuerle       | -                    | Audi                 |                      |
| 1990                 | Jaanus Ligur         | -                    | Lada                 |                      |
| 1991                 | Jaanus Ligur         | -                    | Lada                 |                      |
| 1992                 | Peter Mücke          | EB                   | Yamaha               |                      |
| 1993                 | Peter Mücke          | EB                   | Yamaha               |                      |
| 1994                 | Oswin Büchl          | Büchl                | Volkswagen           |                      |
| 1995                 | Peter Mücke          | EB                   | Yamaha               |                      |
| 1996                 | Jeannot Peters       | -                    | Volkswagen           |                      |
| 1997                 | Fritz Duizenstra     | Fast & Speed         | -                    |                      |
| 1998                 | Fritz Duizenstra     | Fast & Speed         | -                    |                      |
| 1999                 | Torsten Schubert     | -                    | BMW                  |                      |
| 2000                 | Vaclav Fejfar        | -                    | Volkswagen           |                      |
| 2001                 | Vaclav Fejfar        | -                    | Volkswagen           |                      |
| 2002                 | Dennis Engel         | Engel Concept        | -                    |                      |
| 2003                 | Dennis Engel         | Engel Concept        | -                    |                      |
| 2004                 | Chris Waldschmidt    | Büchl                | BMW                  |                      |
| 2005                 | Petr Turek           | Turek                | Skoda                |                      |
| 2006                 | Petr Turek           | Turek                | Skoda                |                      |
| 2007                 | Ladislav Hanak       | Alfa Racing          | Volkswagen           |                      |
| 2008                 | Ladislav Hanak       | Alfa Racing          | Volkswagen           |                      |
| 2009                 | Vit Nosalek          | Turek                | Skoda                |                      |
| 2010                 | Ondrej Musil         | Musil                | Vauxhall             |                      |

| Année | Pilote           | Châssis      | Moteur |
| ----- | ---------------- | ------------ | ------ |
| 2011  | Olivier Dufour   | Alfa Racing  | Suzuki |
| 2012  | Thomas Anacleto  | Peters       | Suzuki |
| 2013  | Kristian Szabo   | Xlavina      | Suzuki |
| 2014  | René Mandel      | Spitznagel   | Suzuki |
| 2015  | Johnny Feuillade | Alfa Racing  | Suzuki |
| 2016  | Florent Tafani   | Peters       | Suzuki |
| 2017  | Pter Nikodem     | CMK          | Suzuki |
| 2018  | Pter Nikodem     | CMK          | Suzuki |
| 2019  | Vincent Mercier  | Fast & Speed | Suzuki |

Palmarès Championnat de France Autocross Buggy 1600
| Année | Pilote                                               | Châssis                                              | Moteur                                               |
| ----- | ---------------------------------------------------- | ---------------------------------------------------- | ---------------------------------------------------- |
| 2014  | Jérôme Makhlouf                                      | Peters                                               | Suzuki                                               |
| 2015  | Claude Feuillade                                     | Alfa Racing                                          | Suzuki                                               |
| 2016  | Vincent Mercier                                      | MMS                                                  | Suzuki                                               |
| 2017  | Vincent Mercier                                      | MMS                                                  | Suzuki                                               |
| 2018  | Damien Crépeau                                       | Propulsion                                           | Kawasaki                                             |
| 2019  | Thomas Christol                                      | Camotos                                              | Suzuki                                               |
| 2020  | Épreuve annulée en raison de la pandémie de COVID-19 | Épreuve annulée en raison de la pandémie de COVID-19 | Épreuve annulée en raison de la pandémie de COVID-19 |
| 2021  | Thomas Christol                                      | Camotos                                              | Suzuki                                               |

### Maxi Tourisme

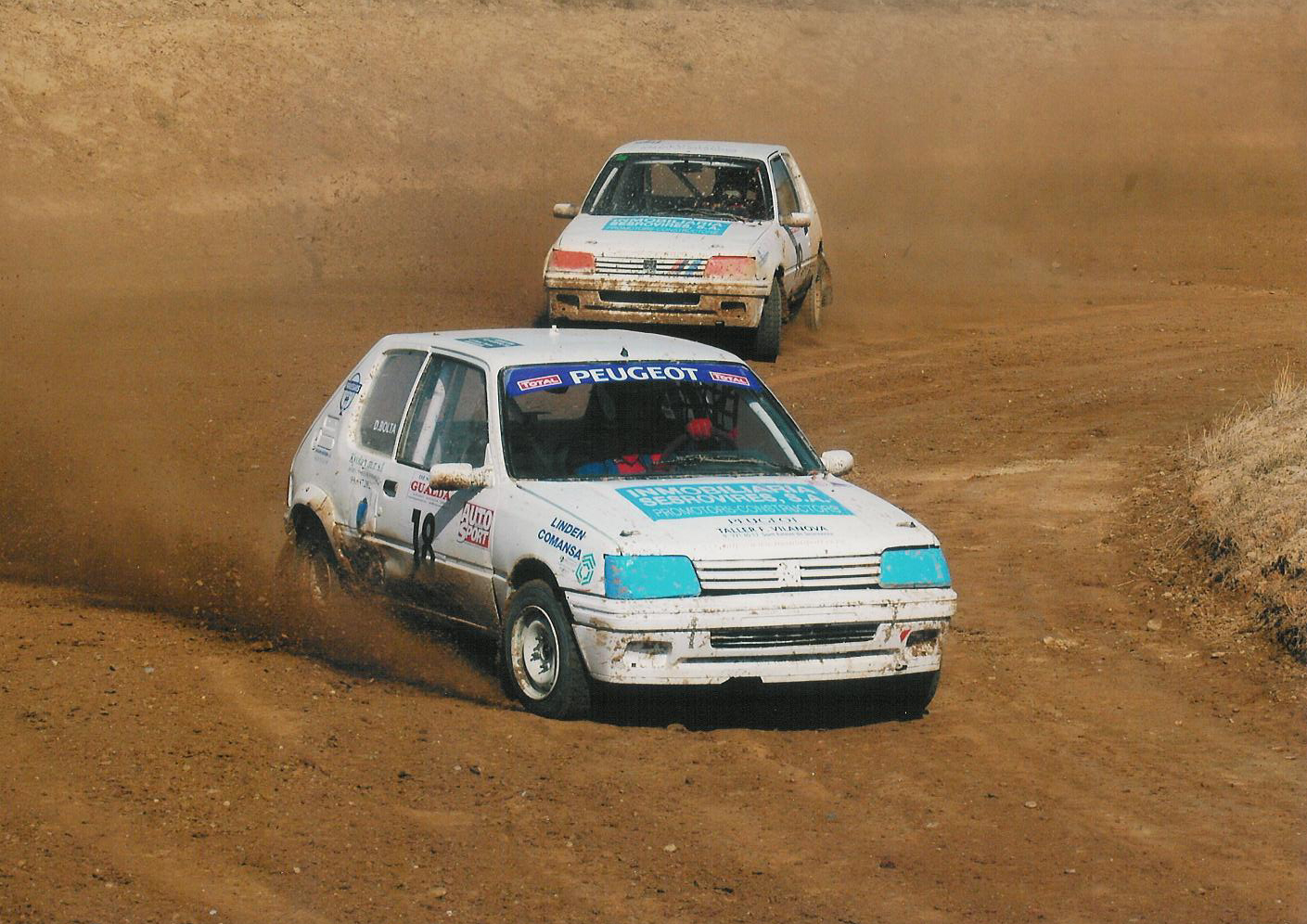
2007 : Vue de deux Peugeot 205 en pleine compétition.

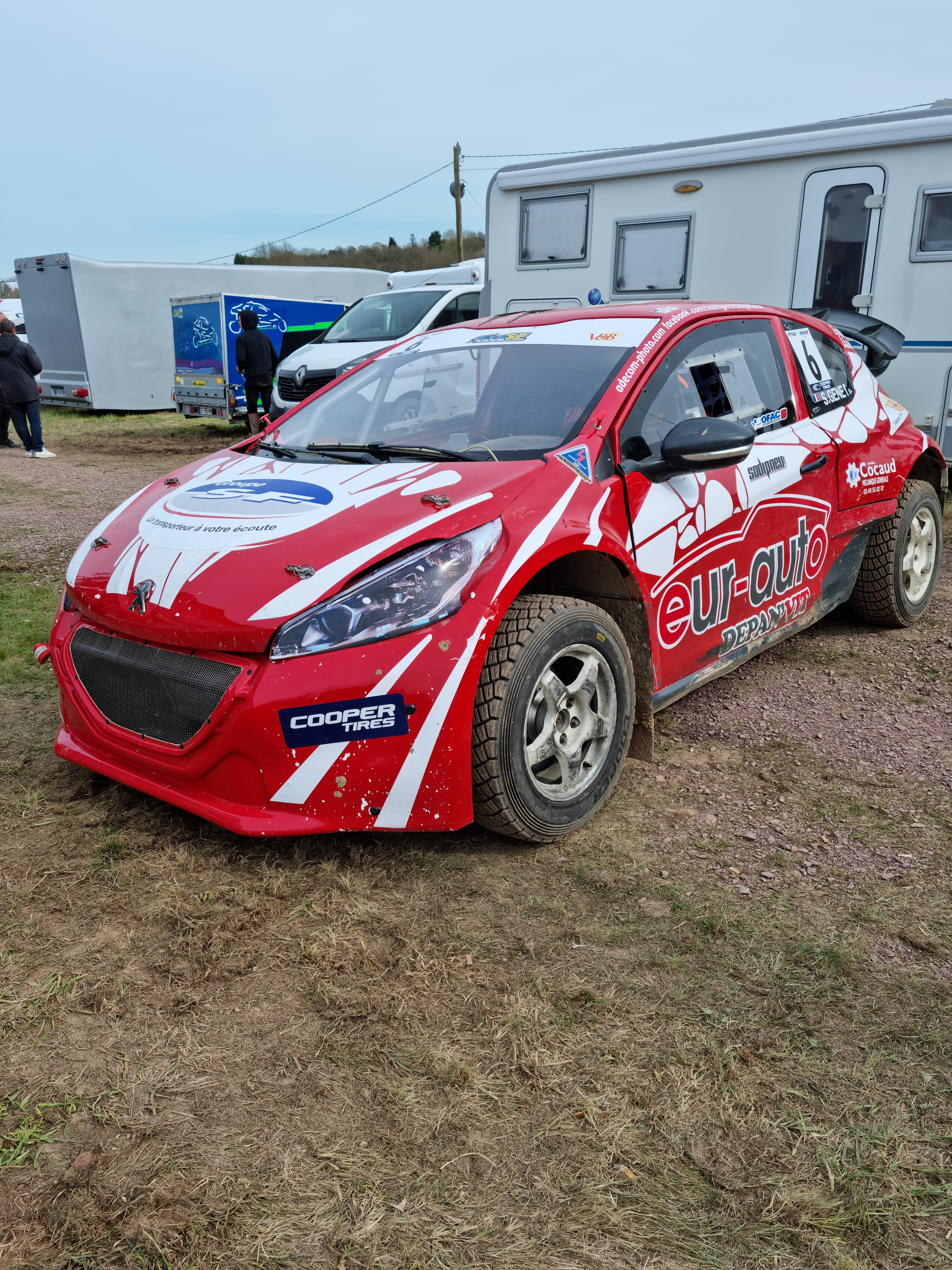
Peugeot 208 de Stéphane Genet pendant la première course de la saison à Mauron en 2022.

Les Maxi Tourismes permettent à des voitures mythiques de continuer à courir ; il n'est pas rare de voir en finale des Peugeot 205 Turbo 16, Renault 5 Turbo maxi, Alpine A110 et A310. Mais plus les années passent, et plus ces vénérables devancières sont bousculées par les véhicules issues du groupe T3F (type Trophée Andros, 3,5 L de cylindrée atmosphérique ou turbo avec coefficient de 1,7, quatre roues motrices mais non directrices).
Récompensé par un titre de Champion de France FFSA.
Palmarès Championnat de France Autocross Maxi Tourisme
| Palmarès avant 2010. | Palmarès avant 2010. | Palmarès avant 2010.       | Palmarès avant 2010. | Palmarès avant 2010. |
| Année                | Pilote               | Voiture                    | Moteur               |                      |
| -------------------- | -------------------- | -------------------------- | -------------------- | -------------------- |
| 1984                 | José Grimplet        | Porsche 911                | Porsche              |                      |
| 1985                 | Gérard Terroitin     | Citroën Visa Milles Pistes | Citroën              |                      |
| 1986                 | Dominique Arcas      | Renault 5 Turbo 2          | Renault              |                      |
| 1987                 | François Dumas       | Peugeot 205T16             | Peugeot              |                      |
| 1988                 | José Grimplet        | Porsche 911                | Porsche              |                      |
| 1989                 | Christian Pressac    | Alpine A310                | Renault              |                      |
| 1990                 | Bernard Sarhy        | Peugeot 205T16             | Peugeot              |                      |
| 1991                 | Fabrice Morize       | Peugeot 205T16             | Peugeot              |                      |
| 1992                 | Lambert Galland      | Renault 5 Turbo 2          | Renault              |                      |
| 1993                 | Fabrice Morize       | Peugeot 205T16             | Peugeot              |                      |
| 1994                 | Fabrice Morize       | Peugeot 205T16             | Peugeot              |                      |
| 1995                 | Jean-Claude Tarrico  | Renault 5 Turbo 2          | Renault              |                      |
| 1996                 | Bernard Sarhy        | Peugeot 205T16             | Peugeot              |                      |
| 1997                 | Didier Crétois       | Renault 5 Turbo 2          | Renault              |                      |
| 1998                 | Fabrice Morize       | Peugeot 205T16             | Peugeot              |                      |
| 1999                 | Jean-Claude Dupont   | Peugeot 205T16             | Peugeot              |                      |
| 2000                 | Patrick Braud        | Nissan Micra               | Nissan               |                      |
| 2001                 | Bernard Xans         | Renault Mégane             | Renault              |                      |
| 2002                 | Bernard Sarhy        | Peugeot 205T16             | Peugeot              |                      |
| 2003                 | Christophe Delaunay  | Renault Mégane             | Nissan               |                      |
| 2004                 | Christophe Delaunay  | Renault Mégane             | Nissan               |                      |
| 2005                 | Alain Labat          | Peugeot 206                | Nissan               |                      |
| 2006                 | Alain Labat          | Peugeot 206                | Nissan               |                      |
| 2007                 | Alain Labat          | Peugeot 206                | Nissan               |                      |
| 2008                 | Jack Brinet          | Nissan 350Z                | Nissan               |                      |
| 2009                 | Jack Brinet          | Nissan 350Z                | Nissan               |                      |
| 2010                 | Sébastien Mercier    | Peugeot 206                | Nissan               |                      |

| Année | Pilote                                               | Voiture                                              | Moteur                                               |
| ----- | ---------------------------------------------------- | ---------------------------------------------------- | ---------------------------------------------------- |
| 2011  | Sébastien Mercier                                    | Peugeot 206                                          | Nissan                                               |
| 2012  | Anthony Lanoë                                        | Ford Fiesta                                          | -                                                    |
| 2013  | Nicolas Dubernet                                     | Renault Clio                                         | Nissan                                               |
| 2014  | Jacques Moniot                                       | Nissan Micra                                         | Nissan                                               |
| 2015  | Romuald Delaunay                                     | Citroën DS3                                          | Nissan                                               |
| 2016  | Jacques Moniot                                       | Nissan Micra                                         | Nissan                                               |
| 2017  | Jacques Moniot                                       | Nissan Micra                                         | Nissan                                               |
| 2018  | Julien Isnard                                        | Renault Mégane                                       | BMW                                                  |
| 2019  | Freddy Poulain                                       | Renault Clio                                         | Nissan                                               |
| 2020  | Épreuve annulée en raison de la pandémie de COVID-19 | Épreuve annulée en raison de la pandémie de COVID-19 | Épreuve annulée en raison de la pandémie de COVID-19 |
| 2021  | Jacques Moniot                                       | Nissan Micra                                         | Nissan                                               |
| 2022  | Stéphane Genet                                       | Peugeot 208                                          | Nissan                                               |

### Buggy Cup

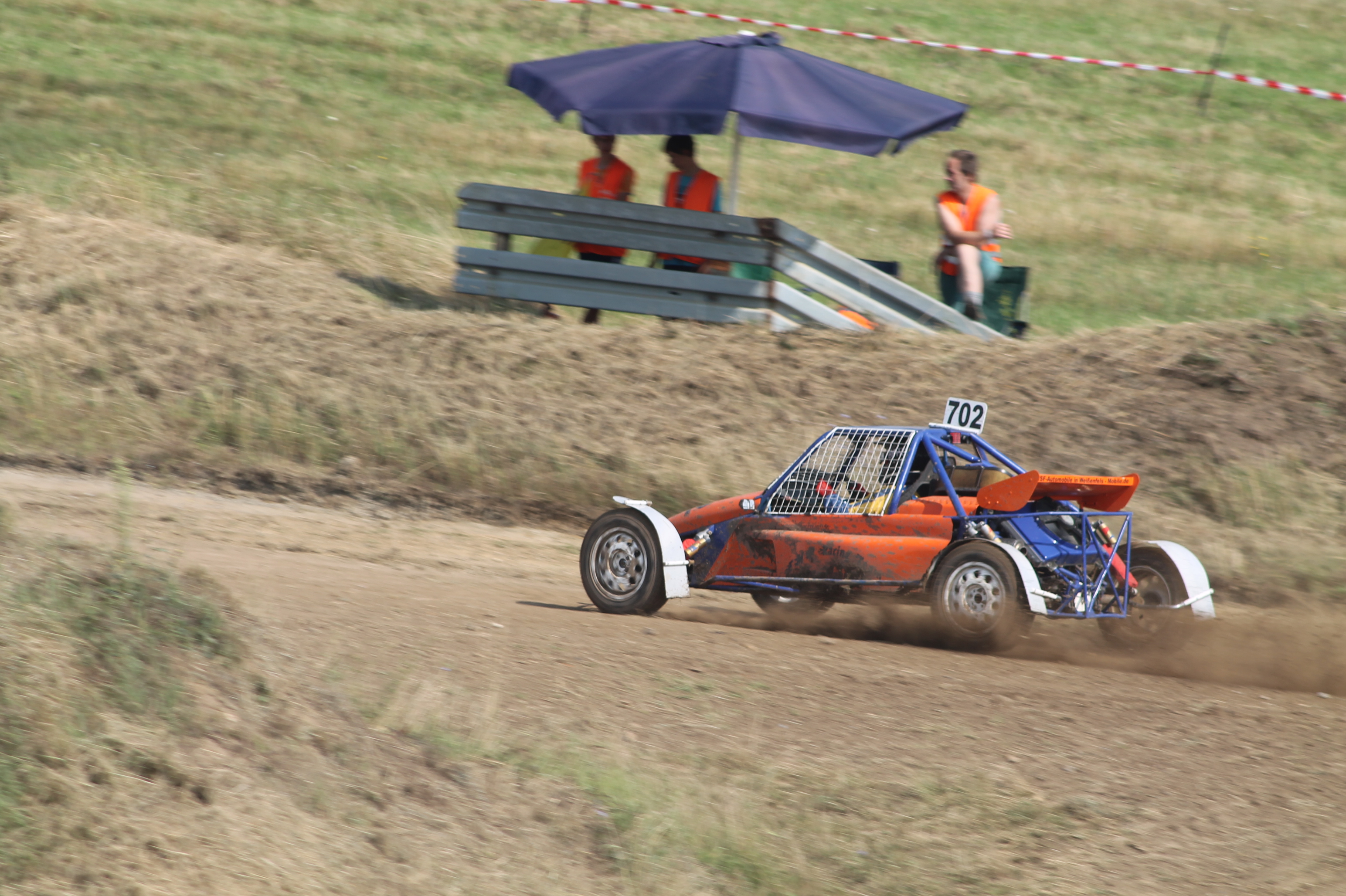
Vue d'un buggy durant la course en 2014.

On retrouve des châssis tubulaires du même style qu'en Maxi Buggy ou Buggy 1600 (les buggy ont forcement des châssis tubulaire), avec des moteurs atmosphériques de 2 litres maxi. Mais aujourd'hui les moteurs de motos sont autorisés s'ils ne dépassent pas 2 litres de cylindrée (1 300 cm3 Hayabusa, ou deux 750 cm3 montés côte-à-côte par exemple). Seules les roues arrière sont motrices. Le poids minimum est fonction de la cylindrée, plus bas que les Maxi Buggy ou Buggy 1600.
Récompensé par un titre de Coupe de France FFSA.
Palmarès Championnat de France Autocross Buggy Cup
| Palmarès avant 2010. | Palmarès avant 2010.  | Palmarès avant 2010. | Palmarès avant 2010. | Palmarès avant 2010. |
| Année                | Pilote                | Châssis              | Moteur               |                      |
| -------------------- | --------------------- | -------------------- | -------------------- | -------------------- |
| 1991                 | Philippe Brillot      | -                    | Peugeot              |                      |
| 1992                 | Jean Thirion          | Gembo                | Peugeot              |                      |
| 1993                 | Jean-François Blais   | Gembo                | BMW                  |                      |
| 1994                 | Jacques Thibaut       | Gembo                | Peugeot              |                      |
| 1995                 | Jacques Thibaut       | Gembo                | Peugeot              |                      |
| 1996                 | Damien Leboulanger    | Propulsion S2        | Renault              |                      |
| 1997                 | Damien Leboulanger    | Propulsion S2        | Renault              |                      |
| 1998                 | Dany Lévèque          | Propulsion S2        | Renault              |                      |
| 1999                 | Michel Jouny          | Propulsion S2        | BMW                  |                      |
| 2000                 | Christophe Morichon   | Propulsion S2        | Renault              |                      |
| 2001                 | Christophe Morichon   | Propulsion S2        | Renault              |                      |
| 2002                 | Thierry Monin Bonnard | MB                   | Renault              |                      |
| 2003                 | Bertrand Vincendeau   | Propulsion S2        | Renault              |                      |
| 2004                 | Jack Brinet           | Propulsion S2        | Renault              |                      |
| 2005                 | Jack Brinet           | Propulsion S2        | Renault              |                      |
| 2006                 | Teddy Baudet          | Fouquet              | Renault              |                      |
| 2007                 | Teddy Baudet          | Fouquet              | Renault              |                      |
| 2008                 | Patrick Lavenu        | Fast & Speed         | Honda                |                      |
| 2009                 | Patrick Lavenu        | Fast & Speed         | Honda                |                      |
| 2010                 | David Anacleto        | Propulsion S2        | Suzuki               |                      |

| Année | Pilote                                               | Châssis                                              | Moteur                                               |
| ----- | ---------------------------------------------------- | ---------------------------------------------------- | ---------------------------------------------------- |
| 2011  | Geoffrey Lejeune                                     | Fast & Speed                                         | BMW                                                  |
| 2012  | Stéphane Mazzoleni                                   | Camotos                                              | Suzuki                                               |
| 2013  | Stéphane Mazzoleni                                   | Camotos                                              | Suzuki                                               |
| 2014  | Christophe Perrichot                                 | Peters                                               | Honda                                                |
| 2015  | Bastien Lavenu                                       | Fast & Speed                                         | Honda                                                |
| 2016  | Aymeric Martineau                                    | Roscross                                             | Suzuki                                               |
| 2017  | Jimmy Verrier                                        | Propulsion S2                                        | Suzuki                                               |
| 2018  | Yannick Vialade                                      | Fast & Speed                                         | Honda                                                |
| 2019  | Simon Rivière                                        | Roscross                                             | Kawasaki                                             |
| 2020  | Épreuve annulée en raison de la pandémie de COVID-19 | Épreuve annulée en raison de la pandémie de COVID-19 | Épreuve annulée en raison de la pandémie de COVID-19 |
| 2021  | Jimmy Verrier                                        | Propulsion S2                                        | Suzuki                                               |
| 2022  | Jimmy Verrier                                        | Propulsion S2                                        | Honda                                                |

### Tourisme Cup

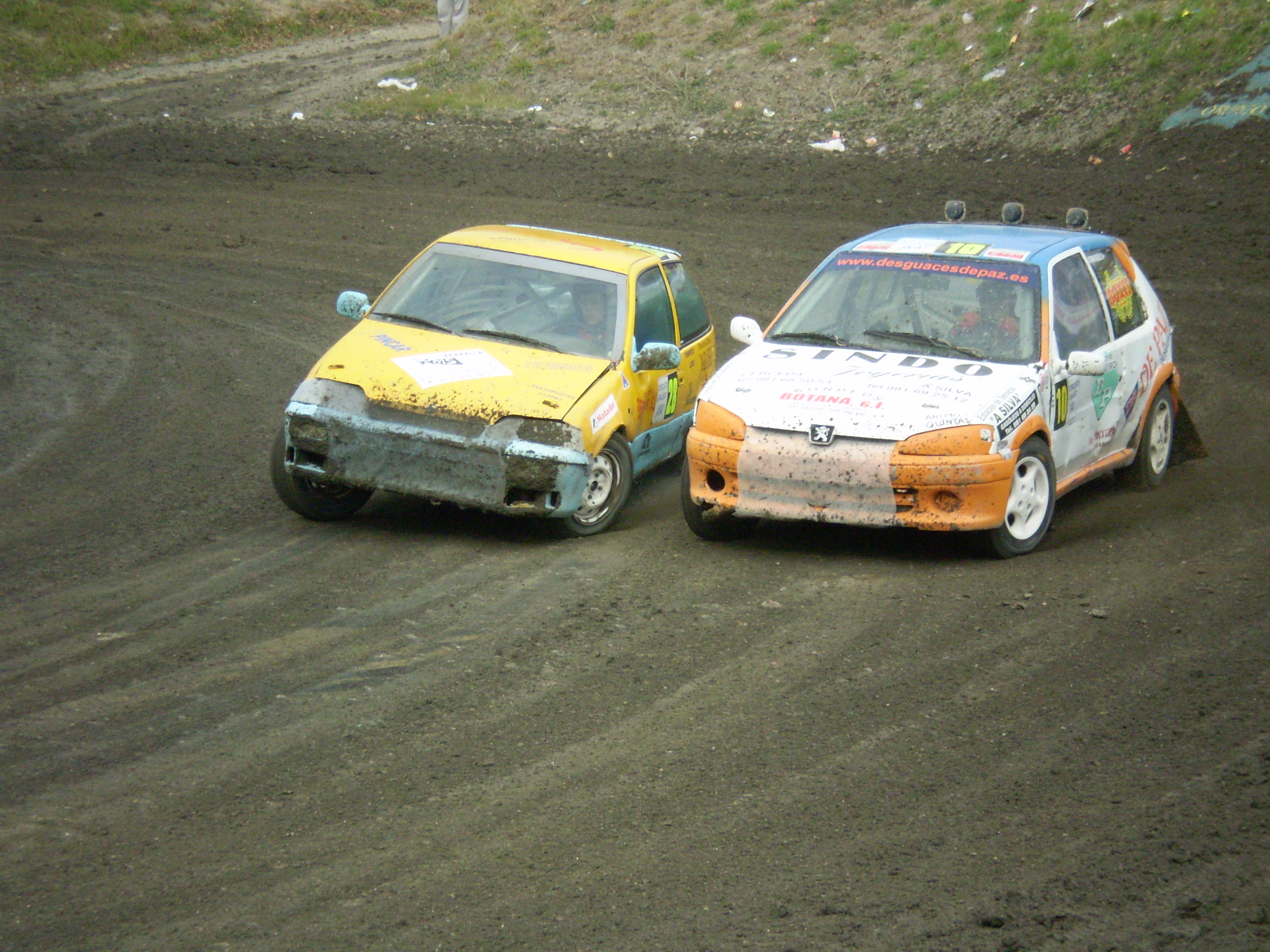
2007 : Voitures en duel durant la course.

Mêmes limitations que pour les monoplaces  : Moteur 2 litres atmosphérique maxi et deux roues motrices. On retrouve une armada de Peugeot 205 GTI 16S, Renault Clio et Alpine A110, ainsi que les véritables protos que sont les T3F (Châssis tubulaires).
Récompensé par un titre de Coupe de France FFSA.
Palmarès Championnat de France Autocross Tourism Cup
| Palmarès avant 2010. | Palmarès avant 2010. | Palmarès avant 2010. | Palmarès avant 2010. | Palmarès avant 2010. |
| Année                | Pilote               | Voiture              | Moteur               |                      |
| -------------------- | -------------------- | -------------------- | -------------------- | -------------------- |
| 1991                 | Régis Lagarde        | Alpine A110          | Renault              |                      |
| 1992                 | Régis Lagarde        | Alpine A110          | Renault              |                      |
| 1993                 | Régis Lagarde        | Alpine A110          | Renault              |                      |
| 1994                 | Régis Lagarde        | Alpine A110          | Renault              |                      |
| 1995                 | Régis Lagarde        | Alpine A110          | Renault              |                      |
| 1996                 | Régis Lagarde        | Alpine A110          | Renault              |                      |
| 1997                 | Régis Lagarde        | Alpine A110          | Renault              |                      |
| 1998                 | Luc Fransoret        | Porsche 911          | BMW                  |                      |
| 1999                 | Régis Lagarde        | Alpine A110          | Renault              |                      |
| 2000                 | Thierry Cadeddu      | Alpine A310          | Renault              |                      |
| 2001                 | Noam Lagarde         | Alpine A110          | Renault              |                      |
| 2002                 | Gaétan Serazin       | Alpine A310          | Renault              |                      |
| 2003                 | Gaétan Serazin       | Alpine A310          | Renault              |                      |
| 2004                 | Romuald Delaunay     | Alpine A110          | Renault              |                      |
| 2005                 | Benoît Morel         | Opel Tigra           | Honda                |                      |
| 2006                 | Benoît Morel         | Opel Tigra           | Honda                |                      |
| 2007                 | Noam Lagarde         | Porsche 993          | Renault              |                      |
| 2008                 | Benoît Morel         | Opel Tigra           | Honda                |                      |
| 2009                 | Benoît Morel         | Opel Tigra           | Honda                |                      |
| 2010                 | Noam Lagarde         | Porsche 993          | Renault              |                      |

| Année | Pilote                                               | Voiture                                              | Moteur                                               |
| ----- | ---------------------------------------------------- | ---------------------------------------------------- | ---------------------------------------------------- |
| 2011  | Noam Lagarde                                         | Porsche 993                                          | Renault                                              |
| 2012  | Guy Julien                                           | Renault Clio                                         | Renault                                              |
| 2013  | Guy Julien                                           | Renault Clio                                         | Renault                                              |
| 2014  | Noam Lagarde                                         | Alpine A110                                          | Suzuki                                               |
| 2015  | Noam Lagarde                                         | Alpine A110                                          | Suzuki                                               |
| 2016  | Noam Lagarde                                         | Alpine A110                                          | Suzuki                                               |
| 2017  | Noam Lagarde                                         | Alpine A110                                          | Suzuki                                               |
| 2018  | Noam Lagarde                                         | Alpine A110                                          | Suzuki                                               |
| 2019  | Lionel Quéré                                         | Ford Fiesta                                          | Honda                                                |
| 2020  | Épreuve annulée en raison de la pandémie de COVID-19 | Épreuve annulée en raison de la pandémie de COVID-19 | Épreuve annulée en raison de la pandémie de COVID-19 |
| 2021  | Jérome Tessanier                                     | -                                                    | -                                                    |

### Super Sprint

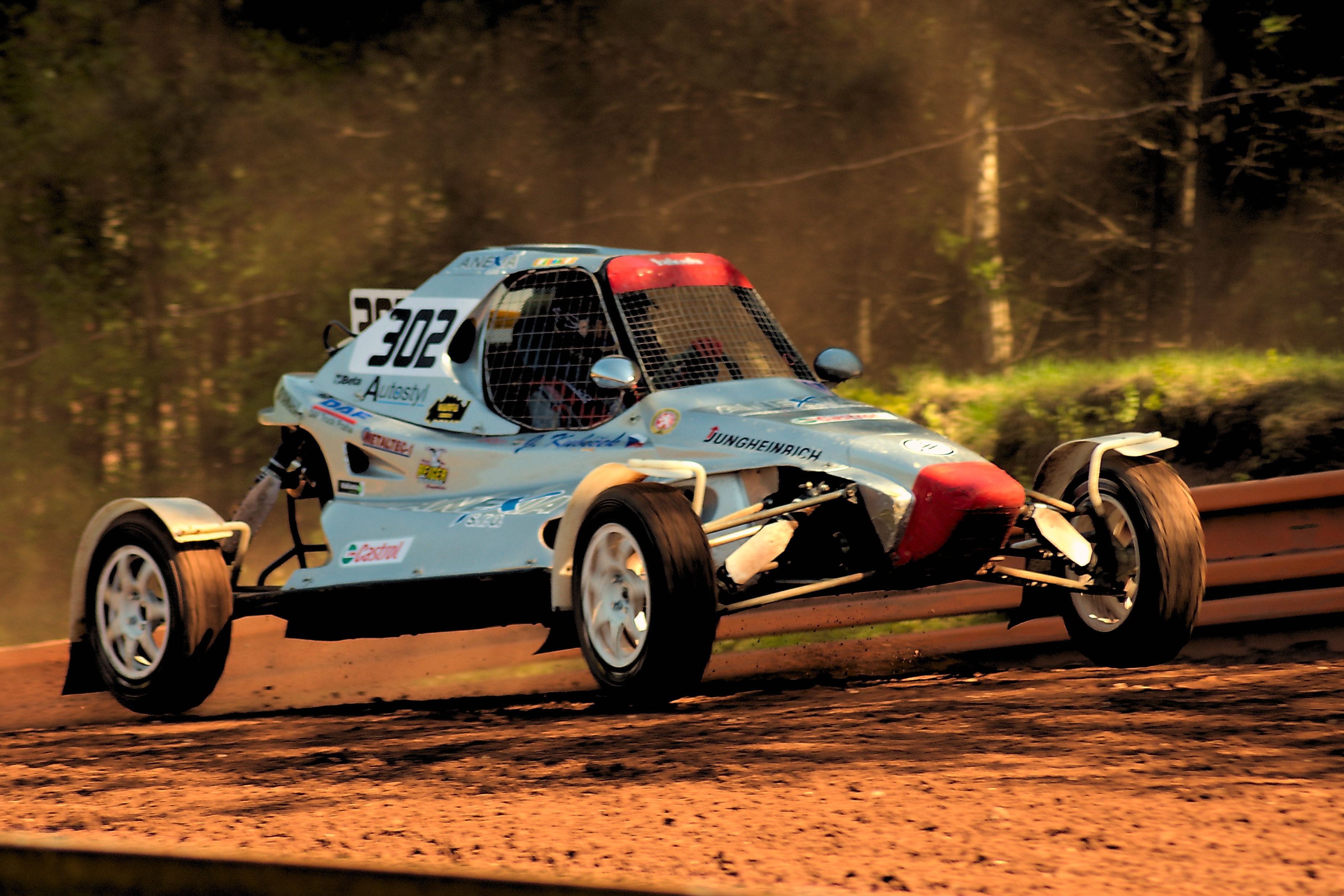
Vue d'un buggy en 2011.

Petite monoplace propulsion de 320 kg, les super sprint sont motorisés par un moteur de 600 cm3 (Yamaha, Kawasaki ou Suzuki).
Récompensé par un titre de Champion de France FFSA.
Palmarès Championnat de France Sprint Car Super Sprint (ex. D1)
| Palmarès avant 2010. | Palmarès avant 2010. | Palmarès avant 2010. | Palmarès avant 2010. | Palmarès avant 2010. |
| Année                | Pilote               | Châssis              | Moteur               |                      |
| -------------------- | -------------------- | -------------------- | -------------------- | -------------------- |
| 2000                 | Stéphane Mazzoleni   | -                    | -                    |                      |
| 2001                 | Stéphane Mazzoleni   | -                    | -                    |                      |
| 2002                 | Arnaud Hamelet       | -                    | -                    |                      |
| 2003                 | Stéphane Mazzoleni   | -                    | -                    |                      |
| 2004                 | Stéphane Mazzoleni   | -                    | -                    |                      |
| 2005                 | Florent Tafani       | Fouquet              | -                    |                      |
| 2006                 | Vincent Delarue      | Camotos              | -                    |                      |
| 2007                 | Yohan Derume         | Camotos              | -                    |                      |
| 2008                 | Florent Tafani       | Camotos              | Yamaha               |                      |
| 2009                 | Damien Crépeau       | Camotos              | Yamaha               |                      |
| 2010                 | Yohan Derume         | Camotos              | Yamaha               |                      |

| Année | Pilote                                               | Châssis                                              | Moteur                                               |
| ----- | ---------------------------------------------------- | ---------------------------------------------------- | ---------------------------------------------------- |
| 2011  | Damien Crépeau                                       | Camotos                                              | Yamaha                                               |
| 2012  | Jean-Baptiste Dubourg                                | Camotos                                              | Yamaha                                               |
| 2013  | Vincent Priat                                        | MMS                                                  | Yamaha                                               |
| 2014  | Vincent Priat                                        | MMS                                                  | Yamaha                                               |
| 2015  | Vincent Priat                                        | MMS                                                  | Yamaha                                               |
| 2016  | Vincent Priat                                        | MMS                                                  | Yamaha                                               |
| 2017  | Vincent Priat                                        | MMS                                                  | Yamaha                                               |
| 2018  | Loïc Maulny                                          | Roscross                                             | Yamaha                                               |
| 2019  | Jason Reinhard                                       | Camotos                                              | Yamaha                                               |
| 2020  | Épreuve annulée en raison de la pandémie de COVID-19 | Épreuve annulée en raison de la pandémie de COVID-19 | Épreuve annulée en raison de la pandémie de COVID-19 |
| 2021  | Vincent Priat                                        | Speedcar                                             | Suzuki                                               |

### Maxi Sprint

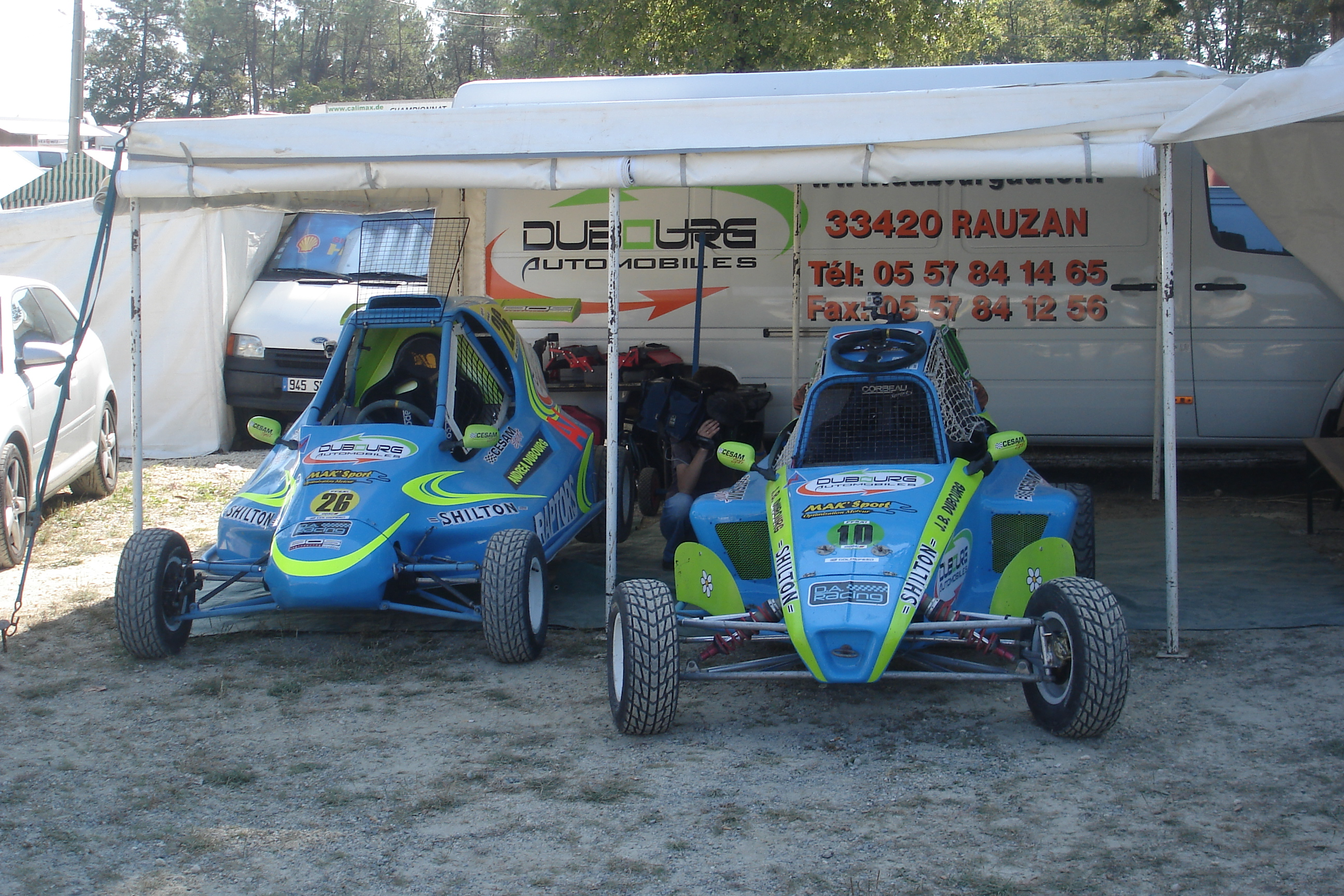
Vue de deux buggies Sprint Car en 2009.

Petite monoplace propulsion de 300 kg, les Maxi Sprint, anciennement D2, sont motorisés par un moteur Kawasaki ER-6. Avant la motorisation des Kawasaki, les D2 étaient motorisés par des moteurs Honda 500 CB préparés.
Récompensé par un titre de Coupe de France FFSA
Palmarès Championnat de France Sprint Car Maxi Sprint (ex.D2)
| 2000 | Stéphane Sedze   | -      |
| 2001 | Florent Tafani   | -      |
| 2002 | Celso Chasco     | -      |
| 2003 | Samuel Thouvenin | -      |
| 2004 | Félix Marcel     | -      |
| 2005 | Loïc Desperiez   | -      |
| 2006 | Celso Chasco     | -      |
| 2007 | Julien Huau      | -      |
| 2008 | Xavier Bauer     | -      |
| 2009 | Andréa Dubourg   | Raptor |
| 2010 | Vincent Dubert   | Raptor |

| Année | Pilote                                               | Châssis                                              |
| ----- | ---------------------------------------------------- | ---------------------------------------------------- |
| 2011  | Thomas Raulet                                        | Sprint'R                                             |
| 2012  | Cyril Le Brun                                        | Camotos                                              |
| 2013  | Pierre Deffains                                      | Camotos                                              |
| 2014  | Alban Vigot                                          | Camotos                                              |
| 2015  | Loïc Maulny                                          | Roscross                                             |
| 2016  | Arnaud Fouquet                                       | Fouquet                                              |
| 2017  | Tristan Fauconnier                                   | Camotos                                              |
| 2018  | Arnaud Fouquet                                       | Fouquet                                              |
| 2019  | Édouard Vignal                                       | MMS                                                  |
| 2020  | Épreuve annulée en raison de la pandémie de COVID-19 | Épreuve annulée en raison de la pandémie de COVID-19 |
| 2021  | Steven Lecoint                                       | -                                                    |

### Junior Sprint

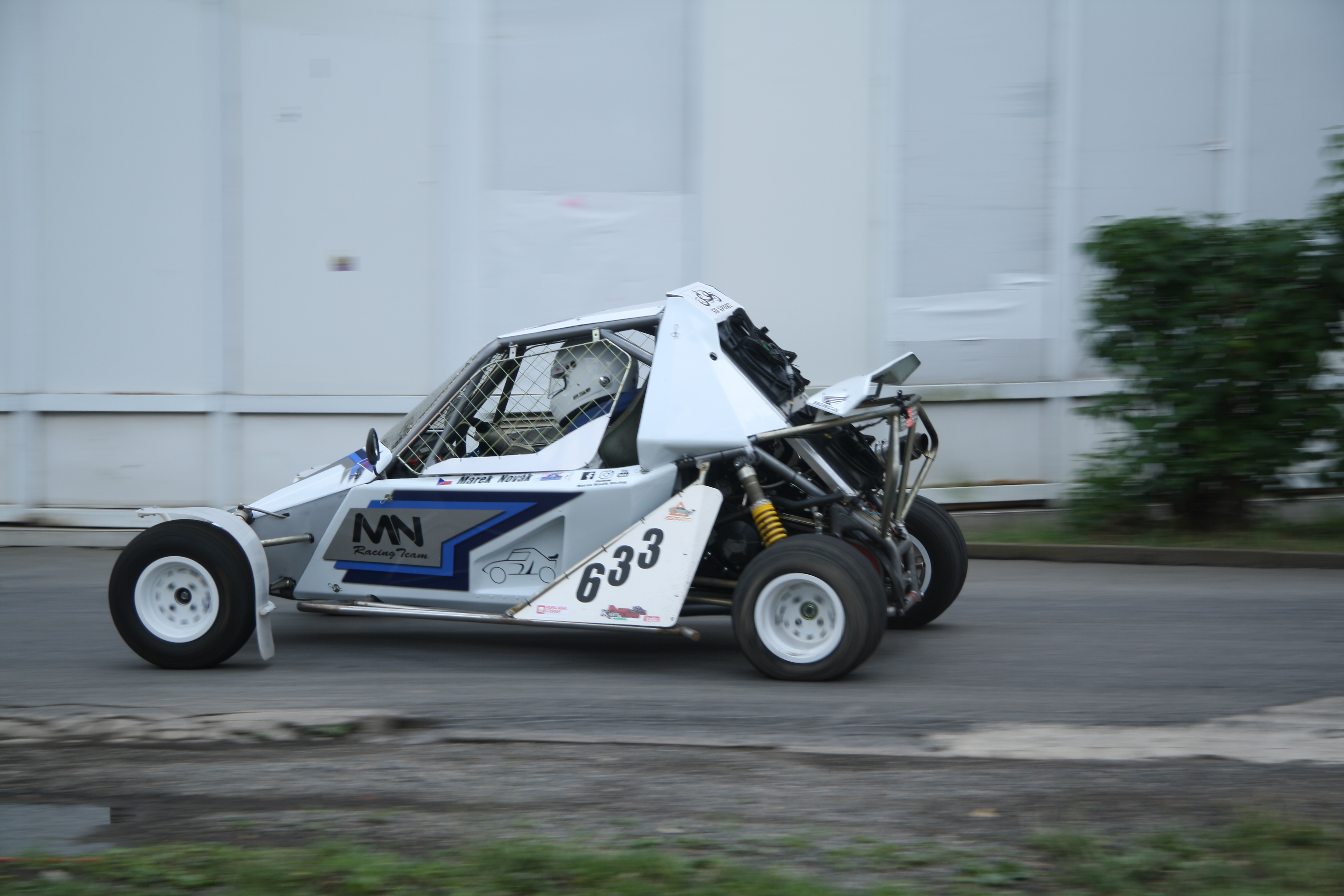
2018 : Vue d'un buggy à Prague.

Désormais catégorie de promotion du sprint car, la Junior Sprint est une catégorie réservée aux 12-18 ans. Comme la catégorie Maxi Sprint, les Junior Sprint sont motorisés par un moteur Kawasaki ER-6 bridé à 50 ch. Anciennement dénommée D3, les sprint car étaient motorisés par un moteur de Kawasaki GPZ 500 bridé également et auparavant par un moteur de Citroën 2 CV.
Récompensé par un titre de Coupe de France FFSA
Palmarès Championnat de France Sprint Car Junior Sprint (ex.D3)
| 2003 | Damien Babin      | -        |
| 2004 | Romain Pascal     | -        |
| 2005 | Guillaume Roy     | -        |
| 2006 | Brice Dumenil     | -        |
| 2007 | Xavier Bauer      | BAM      |
| 2008 | Andréa Dubourg    | Fouquet  |
| 2009 | Vincent Mercier   | Raptor   |
| 2010 | Aymeric Martineau | Roscross |

| Année | Pilote                                               | Châssis                                              |
| ----- | ---------------------------------------------------- | ---------------------------------------------------- |
| 2011  | Julien Prieur                                        | BAM                                                  |
| 2012  | François-Xavier Bivaud                               | Lemaitre                                             |
| 2013  | Loïc Maulny                                          | Roscross                                             |
| 2014  | Corentin Aubrée                                      | Roscross                                             |
| 2015  | Teddy Berteau                                        | Camotos                                              |
| 2016  | Thomas Christol                                      | Camotos                                              |
| 2017  | Valentin Bourdin                                     | Lemaitre                                             |
| 2018  | Quentin Dutheil                                      | MMS                                                  |
| 2019  | Quentin Hamelet                                      | Sprint'R                                             |
| 2020  | Épreuve annulée en raison de la pandémie de COVID-19 | Épreuve annulée en raison de la pandémie de COVID-19 |
| 2021  | Étan Pépujol                                         | Mvracing                                             |

### Sprint Girl

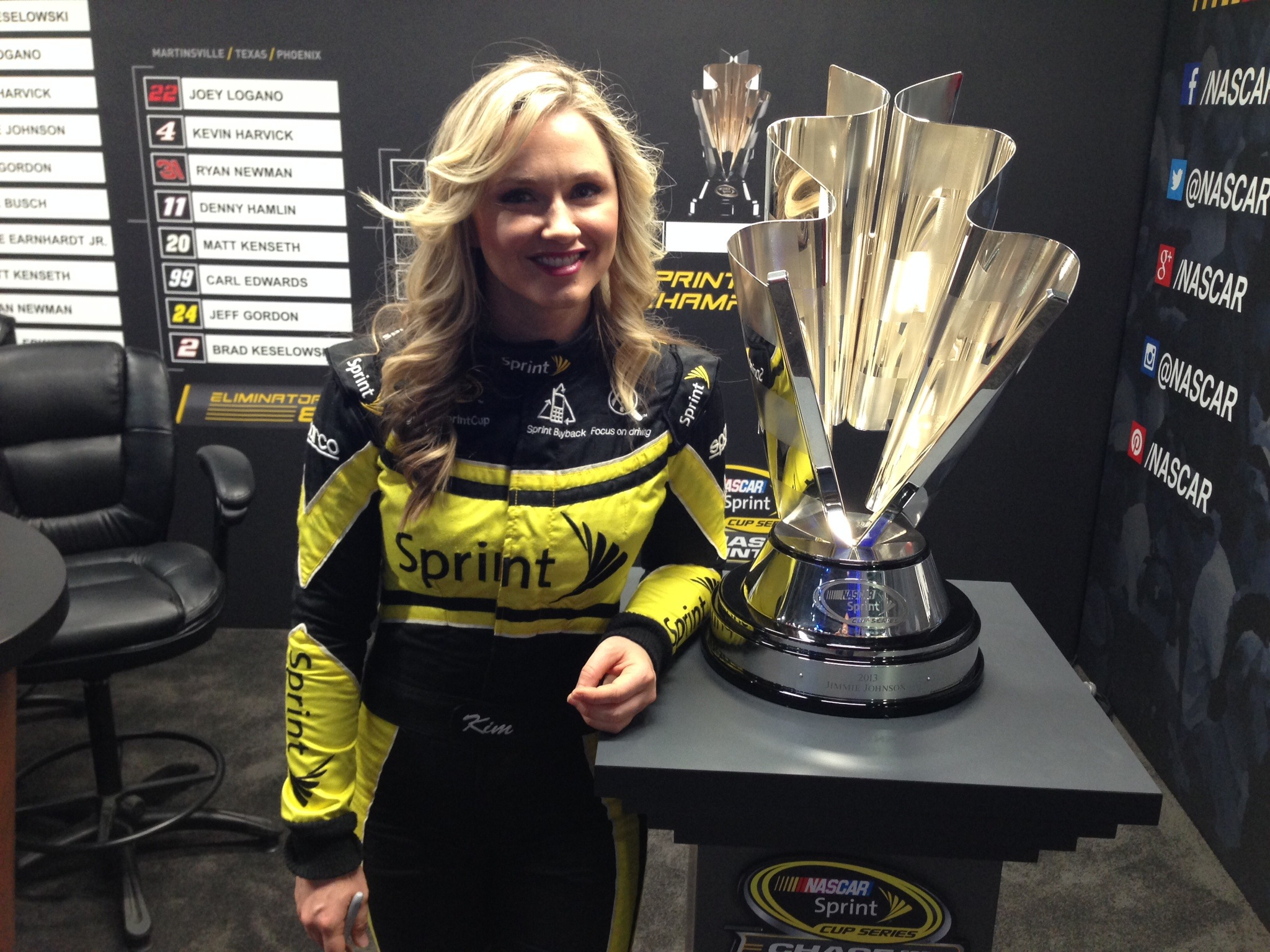
Remise de la coupe Miss Sprint pour la commentatrice américaine Kim Coon en 2013.

Catégorie conçue spécialement pour la gent féminine, cette catégorie possède les mêmes sprint kart que les Super Sprint, pour permettre la « double-monte ».
Récompensé par un titre de Championne de France FFSA.
Palmarès Championnat de France Sprint Car Sprint Girl (ex.D1 SG)
| 2008 | Magali Charbonnier | Démon car |
| 2009 | Julie Makhlouf     | Camotos   |
| 2010 | Julie Makhlouf     | Camotos   |

| Année | Pilote                                               | Châssis                                              |
| ----- | ---------------------------------------------------- | ---------------------------------------------------- |
| 2011  | Véronique Dufour                                     | Camotos                                              |
| 2012  | Julie Makhlouf                                       | Camotos                                              |
| 2013  | Céline Leleu                                         | Camotos                                              |
| 2014  | Catherine Le Bihan                                   | BRC                                                  |
| 2015  | Catherine Le Bihan                                   | BRC                                                  |
| 2016  | Élisa Chevillon                                      | Camotos                                              |
| 2017  | Élisa Chevillon                                      | Camotos                                              |
| 2018  | Élisa Chevillon                                      | Camotos                                              |
| 2019  | Chloé Leroy                                          | Roscross                                             |
| 2020  | Épreuve annulée en raison de la pandémie de COVID-19 | Épreuve annulée en raison de la pandémie de COVID-19 |
| 2021  | Chloé Leroy                                          | Roscross                                             |